# هيثر رايت
هيثر رايت (بالإنجليزية: Heather Wright)‏ هي ممثلة بريطانية، ولدت في 1950 في لندن في المملكة المتحدة.

## وصلات خارجية
- هيثر رايت على موقع IMDb (الإنجليزية)
- هيثر رايت على موقع قاعدة بيانات الفيلم (الإنجليزية)